# Syczewo (rejon janowski)
Syczewo (biał. Сычэва, Syczewa; ros. Сычево, Syczewo) – wieś na Białorusi, w obwodzie brzeskim, w rejonie janowskim, w sielsowiecie Soczewki.

## Historia
W XIX i w początkach XX w. położone było w Rosji, w guberni grodzieńskiej, w powiecie kobryńskim, w gminie Bezdzież.
W dwudziestoleciu międzywojennym leżało w Polsce, w województwie poleskim, w powiecie drohickim, w gminie Bezdzież. W 1921 wieś liczyła 403 mieszkańców, zamieszkałych w 65 budynkach, w tym 390 tutejszych, 8 Żydów i 5 Polaków. 395 mieszkańców było wyznania prawosławnego i 8 mojżeszowego.
Po II wojnie światowej w granicach Związku Sowieckiego. Od 1991 w niepodległej Białorusi.